# Berne
Berne è un comune di 6 755 abitanti della Bassa Sassonia, in Germania.
Appartiene al circondario (Landkreis) del Wesermarsch (targa BRA).